# Ranking da CBF
Ranking da CBF é um sistema de classificação dos clubes brasileiros de futebol, instituído pela Confederação Brasileira de Futebol, composto por dois rankings, atualizados anualmente pela CBF: o Ranking Nacional dos Clubes (RNC) e o Ranking Nacional das Federações (RNF). O objetivo do RNF é servir como critério para o preenchimento de vagas por federação na Copa do Brasil e na última divisão do Campeonato Brasileiro de Futebol, que desde 2009 é a Série D. O RNF define também o preenchimento de vagas na Copa do Nordeste e na Copa Verde, para as federações que participam destas competições. Já o RNC, em 2022 e 2023, definiu os dez clubes da Série C que tinham o direito a 10 jogos com mando de campo (os 10 melhores ranqueados) e, consequentemente, os outros dez clubes que teriam 9 jogos com mando de campo. Até 2023 o RNC servia também para preencher 10 vagas diretas na Copa do Brasil.

## Antecedentes

### Ranking de Pontos
Até 2002, a CBF utilizava como ranking histórico para os clubes de futebol brasileiros o chamado Ranking de Pontos, que simplesmente somava os pontos ganhos pelos clubes em todas as edições do Campeonato Brasileiro de Futebol.
Apesar da vantagem da simplicidade, este ranking tinha um problema grave: em 36 anos de história, o Campeonato Brasileiro de Futebol variou imensamente de tamanho e, portanto, de número de jogos. Por exemplo, em 1979, alguns times disputaram menos de dez jogos e chegaram às semifinais, ao passo que outros jogaram 19 jogos (conquistando muito mais pontos) e não atingiram a mesma fase.
Além disso, a própria contagem de pontos variou ao longo do tempo: cada vitória valia dois pontos até 1994 e, por determinação da FIFA, passou a valer três pontos a partir de 1995. Nos campeonatos de 1975 a 1978, vitórias por dois ou mais gols de diferença davam pontos extras ao vencedor. Assim como nestes, outras edições tiveram outras características. (Para mais detalhes, veja o artigo Campeonato Brasileiro de Futebol.)

### Ranking de colocações da Placar
Para contornar estes problemas, a revista Placar instituiu no final dos anos 1980 o Ranking de Colocações, que consiste em dar sempre dez pontos para o campeão, nove pontos para o vice e assim sucessivamente até o décimo colocado em cada campeonato, que recebe um ponto.
Este critério resolvia o problema das disparidades históricas entre os campeonatos, mas desconsiderava outras competições, como a Copa do Brasil, que existe desde 1989, além da Taça Brasil, disputada de 1959 a 1968 e do Robertão (1967–1970). Estes dois últimos passaram a ser considerado pela CBF como parte do Campeonato Brasileiro em 2010.

### Outras classificações não oficiais
Mais recentemente, outros órgãos de imprensa criaram outros rankings, em geral considerando não apenas as competições nacionais mas também as internacionais e, num movimento contrário, igualmente as competições estaduais e regionais. É o caso do Ranking Placar, do Ranking Folha, etc.
Estes rankings são sem dúvida mais abrangentes, mas geram o problema da crescente subjetividade: como criar pontuações comparativamente justas entre diferentes competições, de âmbitos diferentes, em épocas diferentes?

### Ranking da CBF (2003-2012)
Em 2003, a CBF criou um novo ranking histórico do futebol brasileiro, considerando apenas as competições nacionais organizadas pela própria CBF. Com um critério de pontuação muito criticado desde o seu lançamento, e após as mudanças na contagem decorrentes da unificação do Campeonato Brasileiro de Futebol em dezembro de 2010, aquele Ranking terminou sendo substituído em novembro de 2012.

## Sistema atual
A partir de 2013, a CBF resolveu mudar totalmente os critérios de elaboração do seu ranking nacional. O Ranking Nacional dos Clubes deixou de ser um ranking histórico, passando a levar em conta o desempenho dos clubes apenas nos últimos cinco anos, e foi dado maior peso para os anos mais recentes. Diretamente derivado do RNC, a mudança foi refletida no Ranking Nacional das Federações (RNF). Para classificar as federações, a cada ano, feitas as contas para atualização do número de pontos de cada clube do RNC, somam-se os pontos dos clubes filiados a cada federação estadual, obtendo-se a pontuação de cada estado no RNF. As federações com mais pontos têm direito a mais vagas na Copa do Brasil e na Série D do Campeonato Brasileiro.

### Critério de pontuação
Os campeões das Série A, B, C e D recebem 800, 400, 200 e 100 pontos respectivamente.
O vice-campeão de cada divisão receberá sempre 80% dos pontos do campeão, o terceiro recebe 75%, o quarto 70%. Do quinto colocado em diante cada posição perde 1 ponto percentual em relação ao colocado imediatamente anterior. A pontuação máxima de cada série representa o dobro da pontuação máxima da série inferior. Deste modo o quinto colocado recebe 69% dos pontos do campeão reduzindo até 51% para o 23.º colocado (quando houver mais participantes o percentual se mantém), seguido pelo campeão da divisão inferior com 50%.
Os clubes que participam da Copa do Brasil serão pontuados de acordo com a fase alcançada: título (600), vice-campeão (480), semifinais (450), quartas-de-final (400) e oitavas-de-final (200). Clubes que alcançam a 4.ª fase a partir de 2017 (3.ª fase até 2016) recebem 100 pontos. Participantes eliminados na 3.ª fase a partir de 2017 (2.ª fase até 2016) recebem 50 pontos. Eliminados da 2.ª fase a partir de 2017 (1.ª fase até 2016) recebem 25 pontos. Eliminados na 1.ª fase a partir de 2017 recebem 15 pontos.
Pontuações conquistadas no ano vigente tem peso igual a 5, no ano anterior peso 4 e assim sucessivamente, considerando apenas participações nos últimos 5 anos.

### Pontos para o Campeonato Brasileiro
| Colocação | Pontos |
| --------- | ------ |
| 1         | 800    |
| 2         | 640    |
| 3         | 600    |
| 4         | 560    |
| 5         | 552    |
| 6         | 544    |
| ...       | ..     |
| 20        | 432    |
| ...       | ..     |
| 23        | 408    |
| 24...     | 408    |

| Colocação | Pontos |
| --------- | ------ |
| 1         | 800    |
| 2         | 640    |
| 3         | 600    |
| 4         | 560    |
| 5         | 552    |
| 6         | 544    |
| ...       | ..     |
| 20        | 432    |
| ...       | ..     |
| 23        | 408    |
| 24...     | 408    |

| Colocação | Pontos |
| --------- | ------ |
| 1         | 400    |
| 2         | 320    |
| 3         | 300    |
| 4         | 280    |
| 5         | 276    |
| 6         | 272    |
| ...       | ..     |
| 20        | 216    |
| ...       | ..     |
| 23        | 204    |
| 24...     | 204    |

| Colocação | Pontos |
| --------- | ------ |
| 1         | 400    |
| 2         | 320    |
| 3         | 300    |
| 4         | 280    |
| 5         | 276    |
| 6         | 272    |
| ...       | ..     |
| 20        | 216    |
| ...       | ..     |
| 23        | 204    |
| 24...     | 204    |

| Colocação | Pontos |
| --------- | ------ |
| 1         | 200    |
| 2         | 160    |
| 3         | 150    |
| 4         | 140    |
| 5         | 138    |
| 6         | 136    |
| ...       | ..     |
| 20        | 108    |
| ...       | ..     |
| 23        | 102    |
| 24...     | 102    |

| Colocação | Pontos |
| --------- | ------ |
| 1         | 200    |
| 2         | 160    |
| 3         | 150    |
| 4         | 140    |
| 5         | 138    |
| 6         | 136    |
| ...       | ..     |
| 20        | 108    |
| ...       | ..     |
| 23        | 102    |
| 24...     | 102    |

| \| Colocação \| Pontos \| \| --------- \| ------ \| \| 1 \| 100 \| \| 2 \| 80 \| \| 3 \| 75 \| \| 4 \| 70 \| \| 5 \| 69 \| \| 6 \| 68 \| \| ... \| .. \| \| 20 \| 54 \| \| ... \| .. \| \| 23 \| 51 \| \| 24... \| 51 \| \| ... \| .. \| \| 65 \| 10 \| \| 66... \| 10 \| Nota: Para 2020 e 2021 apenas, os times eliminados na Pré-Série D (65º ao 68º) receberam 10 pontos. Do 65º ao 68º em outros anos também receberam 51 pontos. |        |
| Colocação | Pontos |
| 1 | 100    |
| 2 | 80     |
| 3 | 75     |
| 4 | 70     |
| 5 | 69     |
| 6 | 68     |
| ... | ..     |
| 20 | 54     |
| ... | ..     |
| 23 | 51     |
| 24... | 51     |
| ... | ..     |
| 65 | 10     |
| 66... | 10     |

| Colocação | Pontos |
| --------- | ------ |
| 1         | 100    |
| 2         | 80     |
| 3         | 75     |
| 4         | 70     |
| 5         | 69     |
| 6         | 68     |
| ...       | ..     |
| 20        | 54     |
| ...       | ..     |
| 23        | 51     |
| 24...     | 51     |
| ...       | ..     |
| 65        | 10     |
| 66...     | 10     |

### Pontos para Copa do Brasil
antes de 2021 [2017-2020]
| Fase              | Pontos |
| ----------------- | ------ |
| Campeão           | 600    |
| Vice-campeão      | 480    |
| Semifinais        | 450    |
| Quartas de finais | 400    |
| Oitavas de finais | 200    |
| 4.ª fase          | 100    |
| 3.ª fase          | 50     |
| 2.ª fase          | 25     |
| 1.ª fase          | 15     |

Nota: Pontuação válida de 2017 a 2020. A partir de 2021, os times eliminados na 1.ª fase recebem 25 pontos, os eliminados na 2.ª fase recebem 50 pontos, os eliminados na 3.ª fase recebem 100 pontos, e o restante permanece inalterado e a quarta fase foi extinta.

## Classificações atuais

### Ranking Nacional de Clubes
Abaixo se encontram os 50 primeiros clubes classificados no ranking da CBF, divulgado em 13 de dezembro de 2024.
| Posição | Posição                | Clube                | UF | Pontos  | Pontos                 | Diferença de pontos |
| Em 2025 | Comparados aos de 2024 | Clube                | UF | Em 2025 | Comparados aos de 2024 | Diferença de pontos |
| ------- | ---------------------- | -------------------- | -- | ------- | ---------------------- | ------------------- |
| 1.º     | Estável                | Flamengo             | RJ | 16.996  | (318)                  | -                   |
| 2.º     | (1)                    | São Paulo            | SP | 14.832  | (836)                  | 2.164               |
| 3.º     | (1)                    | Palmeiras            | SP | 14.536  | (4)                    | 296                 |
| 4.º     | (2)                    | Corinthians          | SP | 13.802  | (876)                  | 734                 |
| 5.°     | Estável                | Atlético Mineiro     | MG | 13.713  | (431)                  | 89                  |
| 6.º     | (2)                    | Athletico Paranaense | PR | 13.464  | (424)                  | 249                 |
| 7.°     | Estável                | Fluminense           | RJ | 12.058  | (614)                  | 1.406               |
| 8.°     | (6)                    | Botafogo             | RJ | 11.652  | (1.940)                | 406                 |
| 9.º     | Estável                | Fortaleza            | CE | 11.616  | (734)                  | 36                  |
| 10.º    | (2)                    | Grêmio               | RS | 11.531  | (925)                  | 85                  |
| 11.º    | (2)                    | Bahia                | BA | 11.387  | (1.373)                | 144                 |
| 12.º    | (1)                    | Internacional        | RS | 10.367  | (777)                  | 1.020               |
| 13.º    | (3)                    | América Mineiro      | MG | 9.535   | (1.998)                | 832                 |
| 14.º    | (1)                    | Red Bull Bragantino  | SP | 9.436   | (390)                  | 99                  |
| 15.º    | (7)                    | Vasco da Gama        | RJ | 9.356   | (2.350)                | 80                  |
| 16.º    | (4)                    | Santos               | SP | 9.264   | (1.832)                | 92                  |
| 17.º    | (1)                    | Atlético Goianiense  | GO | 9.192   | (284)                  | 72                  |
| 18.º    | (5)                    | Juventude            | RS | 8.864   | (2.119)                | 328                 |
| 19.º    | (2)                    | Cruzeiro             | MG | 8.227   | (103)                  | 637                 |
| 20.º    | (1)                    | Cuiabá               | MT | 8.160   | (84)                   | 67                  |
| 21.º    | (1)                    | Goiás                | GO | 7.604   | (206)                  | 556                 |
| 22.º    | (4)                    | Ceará                | CE | 7.188   | (1.080)                | 416                 |
| 23.º    | (5)                    | Vitória              | BA | 6.578   | (1.378)                | 610                 |
| 24.º    | (1)                    | Coritiba             | PR | 6.496   | (917)                  | 82                  |
| 25.º    | (1)                    | Sport                | PE | 6.168   | (48)                   | 328                 |
| 26.º    | (4)                    | Criciúma             | SC | 5.893   | (1.335)                | 275                 |
| 27.º    | (1)                    | CRB                  | AL | 5.723   | (381)                  | 170                 |
| 28.º    | (3)                    | Avaí                 | SC | 4.861   | (616)                  | 862                 |
| 29.º    | Estável                | Vila Nova            | GO | 4.533   | (259)                  | 328                 |
| 30.º    | (3)                    | Chapecoense          | SC | 4.492   | (839)                  | 41                  |
| 31.º    | (8)                    | Operário-PR          | PR | 4.160   | (577)                  | 332                 |
| 32.º    | (10)                   | Botafogo-SP          | SP | 4.081   | (575)                  | 79                  |
| 33.º    | (1)                    | Ponte Preta          | SP | 4.075   | (356)                  | 6                   |
| 34.º    | (2)                    | Ituano               | SP | 3.953   | (226)                  | 122                 |
| 35.º    | (8)                    | Brusque              | SC | 3.890   | (542)                  | 63                  |
| 36.º    | (3)                    | Sampaio Corrêa       | MA | 3.869   | (417)                  | 21                  |
| 37.º    | (9)                    | Mirassol             | SP | 3.820   | (837)                  | 49                  |
| 38.º    | (4)                    | Guarani              | SP | 3.810   | (257)                  | 10                  |
| 39.º    | (6)                    | Novorizontino        | SP | 3.645   | (551)                  | 165                 |
| 40.º    | (5)                    | Tombense             | MG | 3.599   | (400)                  | 46                  |
| 41.º    | (3)                    | Paysandu             | PA | 3.511   | (355)                  | 88                  |
| 42.º    | (11)                   | CSA                  | AL | 3.463   | (992)                  | 48                  |
| 43.º    | (3)                    | ABC                  | RN | 3.371   | (192)                  | 92                  |
| 44.º    | (3)                    | Remo                 | PA | 3.424   | (283)                  | 129                 |
| 45.º    | (8)                    | Londrina             | PR | 3.124   | (595)                  | 118                 |
| 46.º    | (8)                    | Náutico              | PE | 3.070   | (564)                  | 84                  |
| 47.º    | (1)                    | Volta Redonda        | RJ | 3.047   | (289)                  | 23                  |
| 48.º    | (1)                    | Ypiranga de Erechim  | RS | 2.954   | (337)                  | 93                  |
| 49.º    | (17)                   | Amazonas             | AM | 2.785   | (1.485)                | 169                 |
| 50.º    | (7)                    | Confiança            | SE | 2.341   | (136)                  | 7                   |

### Ranking Nacional de Federações
Abaixo estão classificadas as federações estaduais no ranking da CBF, divulgado em 13 de dezembro de 2024.
| Posição | Posição                | Federação           | Pontos  | Pontos                 | Vagas na Copa do Brasil | Vagas na Copa do Nordeste | Vagas na Copa Verde | Vagas na Série D |
| Em 2025 | Comparados aos de 2024 | Federação           | Em 2025 | Comparados aos de 2024 | Vagas na Copa do Brasil | Vagas na Copa do Nordeste | Vagas na Copa Verde | Vagas na Série D |
| ------- | ---------------------- | ------------------- | ------- | ---------------------- | ----------------------- | ------------------------- | ------------------- | ---------------- |
| 1       | Estável                | São Paulo           | 92.416  | (1.019)                | 6                       | —                         | —                   | 4                |
| 2       | Estável                | Rio de Janeiro      | 57.607  | (4.638)                | 6                       | —                         | —                   | 3                |
| 3       | (1)                    | Rio Grande do Sul   | 41.508  | (318)                  | 5                       | —                         | —                   | 3                |
| 4       | (1)                    | Minas Gerais        | 40.481  | (1.318)                | 5                       | —                         | —                   | 3                |
| 5       | Estável                | Paraná              | 32.209  | (1.945)                | 5                       | —                         | —                   | 3                |
| 6       | Estável                | Ceará               | 26.310  | (1.646)                | 3                       | 4                         | —                   | 3                |
| 7       | Estável                | Goiás               | 25.942  | (441)                  | 3                       | —                         | 2                   | 3                |
| 8       | Estável                | Santa Catarina      | 24.393  | (38)                   | 3                       | —                         | —                   | 3                |
| 9       | Estável                | Bahia               | 22.387  | (1.960)                | 3                       | 4                         | —                   | 3                |
| 10      | Estável                | Pernambuco          | 12.978  | (920)                  | 3                       | 4                         | —                   | 2                |
| 11      | Estável                | Alagoas             | 11.382  | (361)                  | 3                       | 3                         | —                   | 2                |
| 12      | Estável                | Mato Grosso         | 10.728  | (204)                  | 3                       | —                         | 2                   | 2                |
| 13      | Estável                | Pará                | 9.651   | (214)                  | 3                       | —                         | 2                   | 2                |
| 14      | (1)                    | Rio Grande do Norte | 6.696   | (33)                   | 3                       | 3                         | —                   | 2                |
| 15      | (1)                    | Maranhão            | 6.641   | (748)                  | 2                       | 3                         | —                   | 2                |
| 16      | Estável                | Amazonas            | 6.533   | (1.254)                | 2                       | —                         | 2                   | 2                |
| 17      | Estável                | Paraíba             | 5.638   | (7)                    | 2                       | 3                         | —                   | 2                |
| 18      | Estável                | Sergipe             | 4.573   | (143)                  | 2                       | 2                         | —                   | 2                |
| 19      | Estável                | Piauí               | 4.071   | (199)                  | 2                       | 2                         | —                   | 2                |
| 20      | Estável                | Distrito Federal    | 3.433   | (68)                   | 2                       | —                         | 2                   | 2                |
| 21      | Estável                | Espírito Santo      | 2.512   | (54)                   | 2                       | —                         | 2                   | 2                |
| 22      | Estável                | Acre                | 2.360   | (142)                  | 2                       | —                         | 2                   | 2                |
| 23      | Estável                | Tocantins           | 2.224   | (271)                  | 2                       | —                         | 2                   | 2                |
| 24      | Estável                | Roraima             | 1.671   | (90)                   | 2                       | —                         | 1                   | 1                |
| 25      | (1)                    | Rondônia            | 1.511   | (218)                  | 2                       | —                         | 1                   | 1                |
| 26      | (1)                    | Mato Grosso do Sul  | 1.410   | (9)                    | 2                       | —                         | 1                   | 1                |
| 27      | Estável                | Amapá               | 1.285   | (74)                   | 2                       | —                         | 1                   | 1                |

### Melhores por região
| Pos.      | Pos.    | Clube           | UF | Pontos |
| Na região | Em 2025 | Clube           | UF | Pontos |
| --------- | ------- | --------------- | -- | ------ |
| 1.º       | 41.º    | Paysandu        | PA | 3 511  |
| 2.º       | 44.º    | Remo            | PA | 3 242  |
| 3.º       | 49.º    | Amazonas        | AM | 2 785  |
| 4.º       | 56.º    | Manaus          | AM | 1 883  |
| 5.º       | 70.º    | Águia de Marabá | PA | 1 359  |
| 6.º       | 71.º    | Tocantinópolis  | TO | 1 297  |
| 7.º       | 88.º    | São Raimundo-RR | RR | 1 240  |
| 8.º       | 89.º    | Humaitá         | AC | 912    |
| 9.º       | 89.º    | Trem            | AP | 912    |
| 10.º      | 100.º   | Rio Branco-AC   | AC | 698    |

| Pos.      | Pos.    | Clube          | UF | Pontos |
| Na região | Em 2025 | Clube          | UF | Pontos |
| --------- | ------- | -------------- | -- | ------ |
| 1.º       | 9.º     | Fortaleza      | CE | 11 616 |
| 2.º       | 11.º    | Bahia          | BA | 11 387 |
| 3.º       | 22.º    | Ceará          | CE | 7 188  |
| 4.º       | 23.º    | Vitória        | BA | 6 578  |
| 5.º       | 25.º    | Sport          | PE | 6 168  |
| 6.º       | 27.º    | CRB            | AL | 5 723  |
| 7.º       | 36.º    | Sampaio Corrêa | MA | 3 869  |
| 8.º       | 42.º    | CSA            | AL | 3 463  |
| 9.º       | 43.º    | ABC            | RN | 3 371  |
| 10.º      | 46.º    | Náutico        | PE | 3 070  |

| Pos.      | Pos.    | Clube               | UF | Pontos |
| Na região | Em 2025 | Clube               | UF | Pontos |
| --------- | ------- | ------------------- | -- | ------ |
| 1.º       | 17.º    | Atlético Goianiense | GO | 9 192  |
| 2.º       | 20.º    | Cuiabá              | MT | 8 160  |
| 3.º       | 21.º    | Goiás               | GO | 7 604  |
| 4.º       | 29.º    | Vila Nova           | GO | 4 533  |
| 5.º       | 58.º    | Brasiliense         | DF | 1 849  |
| 6.º       | 59.º    | Aparecidense        | GO | 1 821  |
| 7.º       | 81.º    | Anápolis            | GO | 1 060  |
| 8.º       | 82.º    | União Rondonópolis  | MT | 997    |
| 9.º       | 94.º    | Ceilândia           | DF | 805    |
| 10.º      | 108.º   | Operário VG         | MT | 639    |

| Pos.      | Pos.    | Clube               | UF | Pontos |
| Na região | Em 2024 | Clube               | UF | Pontos |
| --------- | ------- | ------------------- | -- | ------ |
| 1.º       | 1.º     | Flamengo            | RJ | 16 996 |
| 2.º       | 2.º     | São Paulo           | SP | 14 832 |
| 3.º       | 3.º     | Palmeiras           | SP | 14 536 |
| 4.º       | 4.º     | Corinthians         | SP | 13 802 |
| 5.º       | 5.º     | Atlético Mineiro    | MG | 13 713 |
| 6.º       | 7.º     | Fluminense          | RJ | 12 058 |
| 7.º       | 8.º     | Botafogo            | RJ | 11 652 |
| 8.º       | 12.º    | América Mineiro     | MG | 9 535  |
| 9.º       | 13.º    | Red Bull Bragantino | SP | 9 436  |
| 10.º      | 14.º    | Vasco da Gama       | RJ | 9 356  |

| Região Sul \| Pos. \| Pos. \| Clube \| UF \| Pontos \| \| Na região \| Em 2024 \| Clube \| UF \| Pontos \| \| --------- \| ------- \| -------------------- \| -- \| ------ \| \| 1.º \| 6.º \| Athletico Paranaense \| PR \| 13 464 \| \| 2.º \| 10.º \| Grêmio \| RS \| 11 531 \| \| 3.º \| 12.º \| Internacional \| RS \| 10 367 \| \| 4.º \| 18.º \| Juventude \| RS \| 8 864 \| \| 5.º \| 24.º \| Coritiba \| PR \| 6 496 \| \| 6.° \| 26.º \| Criciúma \| SC \| 5 893 \| \| 7.º \| 28.º \| Avaí \| SC \| 4 861 \| \| 8.º \| 30.º \| Chapecoense \| SC \| 4 492 \| \| 9.º \| 31.º \| Operário-PR \| PR \| 4 160 \| \| 10.º \| 35.º \| Brusque \| SC \| 3 890 \| |         |                      |    |        |
| Pos. | Pos.    | Clube                | UF | Pontos |
| Na região | Em 2024 | Clube                | UF | Pontos |
| 1.º | 6.º     | Athletico Paranaense | PR | 13 464 |
| 2.º | 10.º    | Grêmio               | RS | 11 531 |
| 3.º | 12.º    | Internacional        | RS | 10 367 |
| 4.º | 18.º    | Juventude            | RS | 8 864  |
| 5.º | 24.º    | Coritiba             | PR | 6 496  |
| 6.° | 26.º    | Criciúma             | SC | 5 893  |
| 7.º | 28.º    | Avaí                 | SC | 4 861  |
| 8.º | 30.º    | Chapecoense          | SC | 4 492  |
| 9.º | 31.º    | Operário-PR          | PR | 4 160  |
| 10.º | 35.º    | Brusque              | SC | 3 890  |